# Stowarzyszenie Muzułmańskie Ahmadiyya
Stowarzyszenie Muzułmańskie Ahmadiyya – muzułmański związek wyznaniowy posiadający jedną gminę w Warszawie. Został zarejestrowany 23 grudnia 1990 roku. Zwierzchnikiem stowarzyszenia jest Zafar Mashhood Ahmad. W 2009 roku związek miał 45 członków i 1 imama.